# Phacusosia grandis
Phacusosia grandis là một loài bướm đêm thuộc phân họ Arctiinae, họ Erebidae.